# Simulium laciniatum
Simulium laciniatum är en tvåvingeart som beskrevs av Edwards 1924. Simulium laciniatum ingår i släktet Simulium och familjen knott.
Artens utbredningsområde är Fiji. Inga underarter finns listade i Catalogue of Life.